# Fidirana
Fidirana – gmina na Madagaskarze, w regionie Vakinankaratra, w dystrykcie Betafo. W 2001 roku zamieszkana była przez 24 847 osób. Siedzibę administracyjną stanowi miejscowość Fidirana.